# GVV Be Quick in het seizoen 1962/63
Het seizoen 1962/1963 was het negende jaar in het bestaan van de Groninger betaaldvoetbalclub Be Quick. De club kwam uit in de Tweede divisie A en eindigde daarin op de 11e plaats. Tevens deed de club mee aan het toernooi om de KNVB beker, hierin werd de club in de derde ronde uitgeschakeld door Sportclub Enschede (3–4).

## Wedstrijdstatistieken

### Tweede divisie A
|       | AGOVV | Alkmaar '54 | De Graafschap | Heerenveen | KFC   | Leeuwarden | N.E.C. | Oldenzaal | Stormvogels | Tubantia | Vitesse | VSV   | Wageningen | ZFC   | Zwartemeer | Zwolsche Boys |
| ----- | ----- | ----------- | ------------- | ---------- | ----- | ---------- | ------ | --------- | ----------- | -------- | ------- | ----- | ---------- | ----- | ---------- | ------------- |
| Thuis | 0 – 1 | 0 – 3       | 4 – 1         | 6 – 0      | 1 – 0 | 4 – 1      | 1 – 1  | 2 – 3     | 5 – 1       | 1 – 0    | 0 – 0   | 0 – 1 | 3 – 1      | 0 – 3 | 1 – 1      | 0 – 1         |
| Uit   | 4 – 1 | 3 – 1       | 4 – 3         | 2 – 2      | 0 – 3 | 5 – 1      | 3 – 4  | 2 – 4     | 3 – 1       | 3 – 1    | 4 – 1   | 1 – 1 | 2 – 0      | 6 – 0 | 2 – 4      | 0 – 0         |

### KNVB beker
| 1e ronde                                    | Be Quick                                      | 2 – 1 (0 – 0) | Velocitas                                                    |
| 13 oktober 1962 Plaats: Groningen Esserberg | Chris Eimers 70', 85'                         |               | 87' Jurrien Smeltekop                                        |
| 2e ronde                                    | DHC                                           | 2 – 3 (1 – 1) | Be Quick                                                     |
| 16 december 1962 Plaats: Delft Brasserskade | Hans Dorjee 45' (pen.) Piet Zeegers 56'       |               | 30' Herman Mengerink 55' Johan Wieringa 85' Gerard Oosterloo |
| 3e ronde                                    | Be Quick                                      | 3 – 4 (0 – 4) | Sportclub Enschede                                           |
| 30 april 1963 Plaats: Groningen Esserberg   | Johan Wieringa Dré Woest Herman Mengerink 87' |               | –', –' Henk Bosveld –', –' Ben Zweers                        |

## Statistieken Be Quick 1962/1963

### Eindstand Be Quick in de Nederlandse Tweede divisie A 1962 / 1963
| Stand | Gespeeld | Gewonnen | Gelijk | Verloren | Punten | Doelpunten voor | Doelpunten tegen |
| ----- | -------- | -------- | ------ | -------- | ------ | --------------- | ---------------- |
| 11e   | 32       | 11       | 6      | 15       | 28     | 55              | 62               |

### Topscorers
| #              | Naam                   | Goal |
| -------------- | ---------------------- | ---- |
| 1.             | Johan Wieringa         | 22   |
| 2.             | Herman Mengerink       | 8    |
| 3.             | Ap Hansems             | 6    |
| 3.             | Tinus Nijhoving        | 6    |
| 5.             | Fré Mensinga           | 3    |
| 5.             | Dré Woest              | 3    |
| 7.             | Frits Hutten           | 2    |
| 7.             | Gerard Oosterloo       | 2    |
| 9.             | Gerard Ernens          | 1    |
| 9.             | Herro Feenstra         | 1    |
| Eigen doelpunt |                        |      |
| –              | Jan Lentink (Tubantia) | 1    |
| Totaal         | Totaal                 | 55   |

| #      | Naam             | Goal |
| ------ | ---------------- | ---- |
| 1.     | Chris Eimers     | 2    |
| 1.     | Herman Mengerink | 2    |
| 1.     | Johan Wieringa   | 2    |
| 4.     | Gerard Oosterloo | 1    |
| 4.     | Dré Woest        | 1    |
| Totaal | Totaal           | 8    |